# Cladocarpus pinguis
Cladocarpus pinguis is een hydroïdpoliep uit de familie Aglaopheniidae. De poliep komt uit het geslacht Cladocarpus. Cladocarpus pinguis werd in 1948 voor het eerst wetenschappelijk beschreven door Fraser. 